# Kerkboog
De Kerkboog, ook wel Stevenspoortje genoemd, is een poortgebouw in Nijmegen dat de Grote Markt met het achtergelegen Sint-Stevenskerkhof verbindt en toegang verschaft tot de Stevenskerk. Aanvankelijk maakte dit pand deel uit van de Nijmeegse lakenhal.

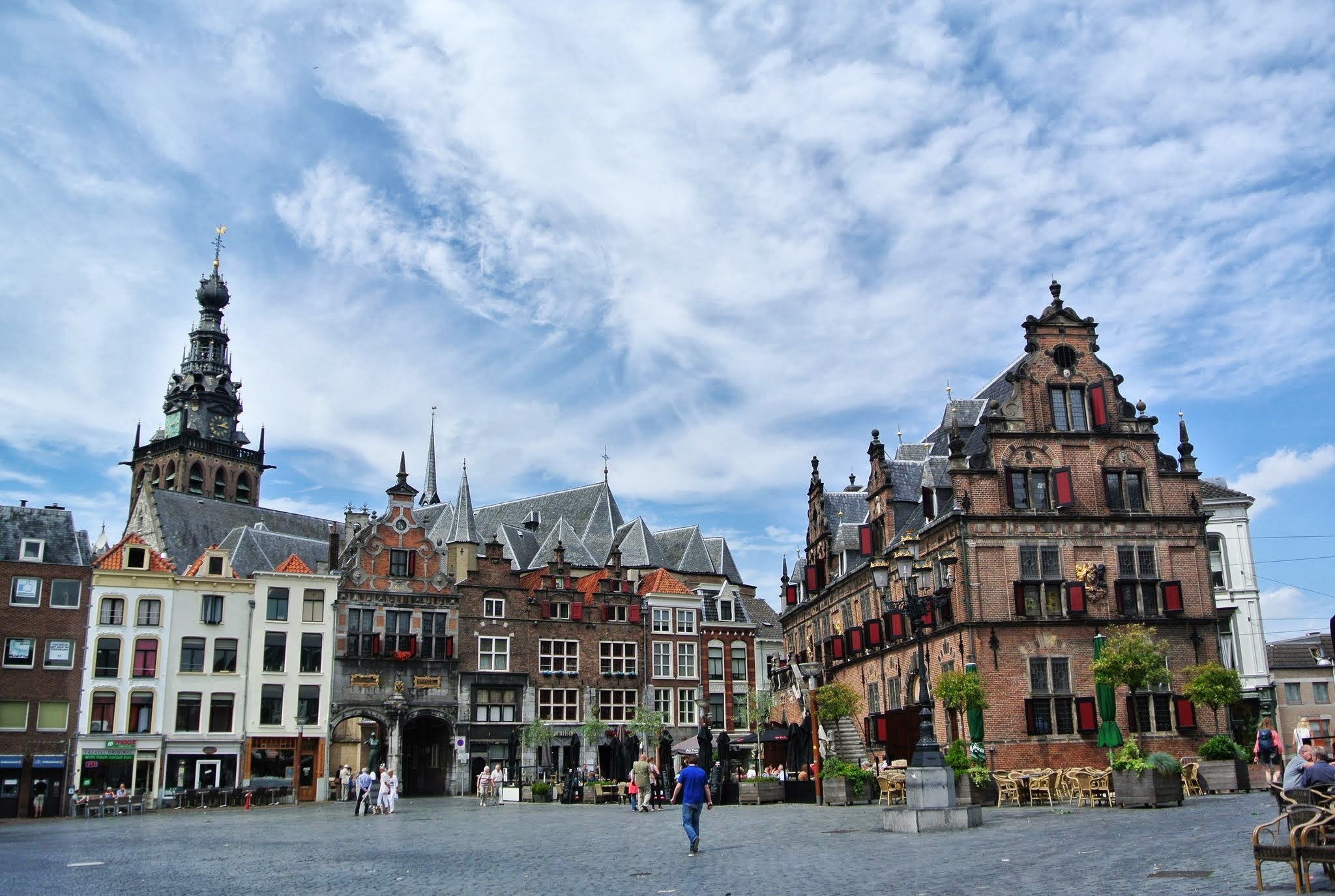
Grote Markt in 2013: links de Kerkboog, rechts de Boterwaag, op de achtergrond de Stevenskerk

## Geschiedenis
In de middeleeuwen was de Stevenskerk alleen te bereiken via een kleine doorgang in de lakenhal; hiervan is het bestaan sinds 1382 terug te vinden. Toen de lakenhandel in de zestiende eeuw terugliep werd dit aangegrepen om de doorgang naar de kerk te vergroten. Daarom werden twee segmenten van het gewandhuis gesloopt om plaats te maken voor de poort. Het ontwerp van de doorgang werd gemaakt door Claes die Waele. In 1605 werd de Kerkboog voorzien van een nieuwe topgevel, ontworpen door Hans Vredeman de Vries. Twee jaar later werd een spiltrap aan de achterzijde toegevoegd.
De bovenetage kwam in 1609 in handen van het chirurgijnsgilde dat het als vergaderruimte en snijkamer gebruikte. Tussen 1656 en 1678 functioneerde het dan ook als de medische faculteit van de Kwartierlijke Academie van Nijmegen. Tot ver in de 19de eeuw verbleven de chirurgijnen in de Kerkboog. In 1880 kwam het in de handen van gemeente en in 1886 werd het onder leiding van Jan Jacob Weve gerestaureerd. 
Tijdens het bombardement van 22 februari 1944 liep de poort weinig schade op. Het pand werd tussen 1955 en 1972 opnieuw opgeknapt. De verdieping kreeg een nieuwe bestemming als woning.

## Wereldtentoonstelling voor het Hotel- en Reiswezen
In 1895 is de Kerkboog in Amsterdam nagebouwd voor de Wereldtentoonstelling voor het Hotel- en Reiswezen.

## Galerij

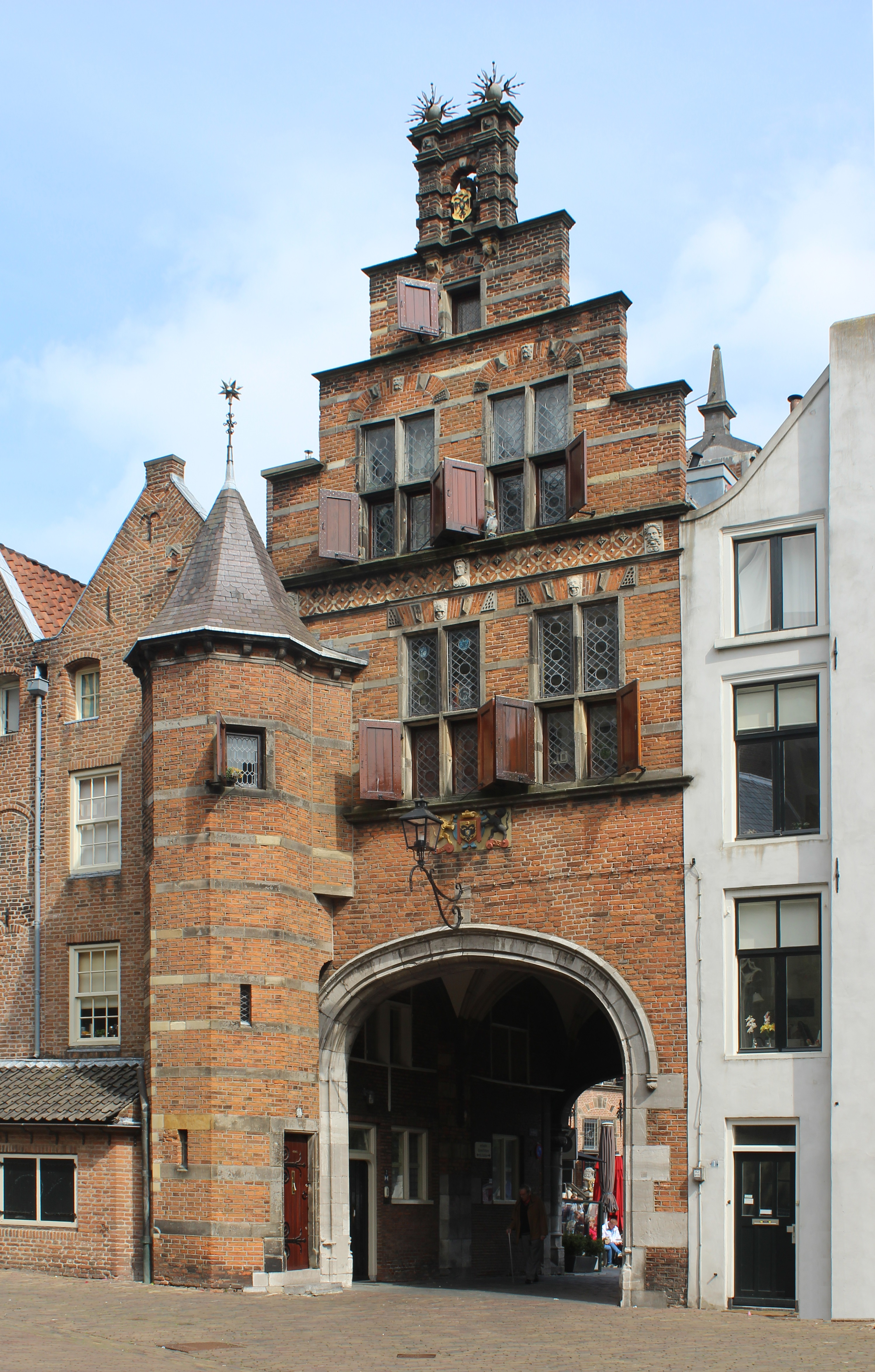
De achterzijde van de Kerkboog
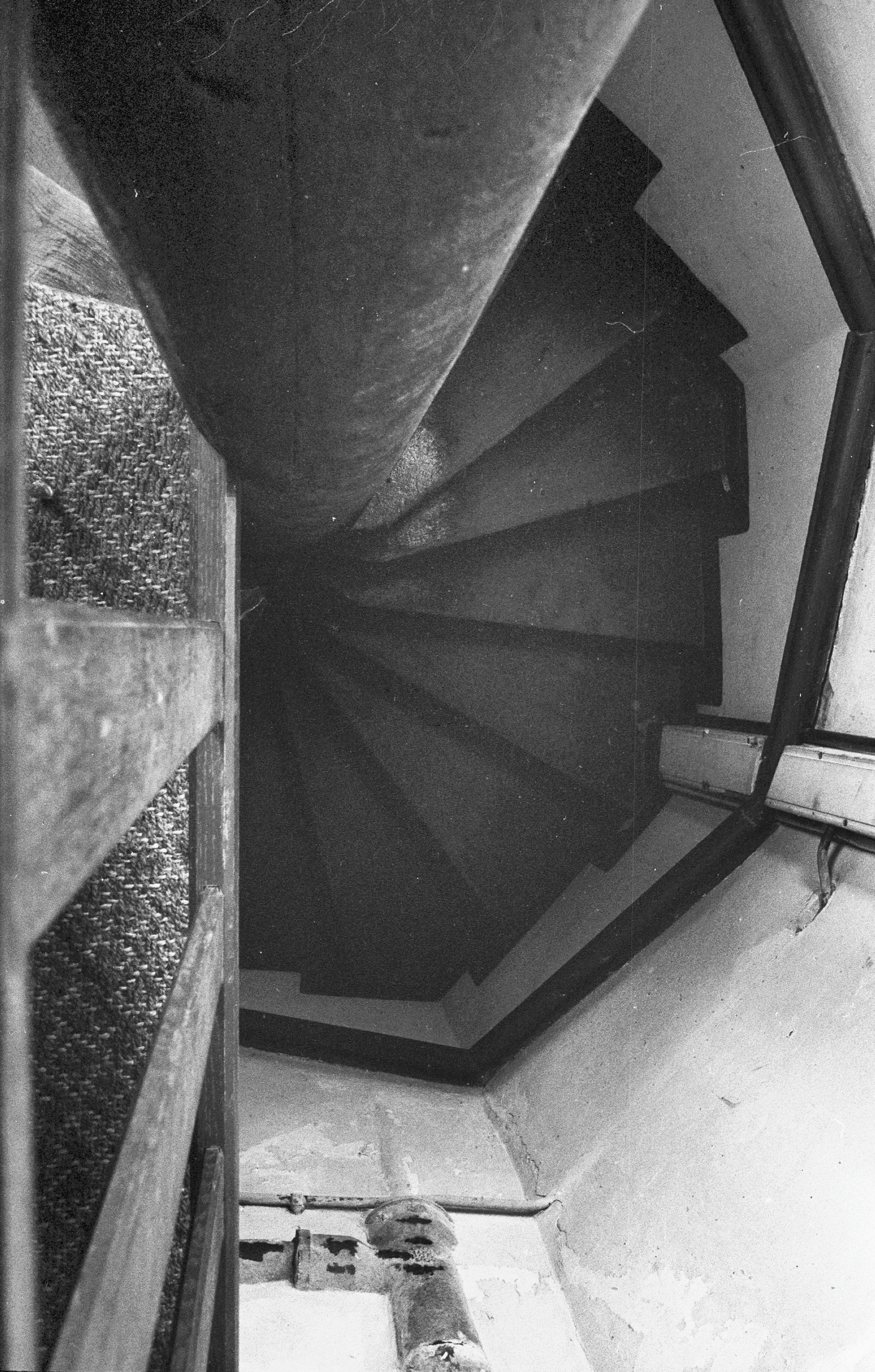
De trap in de Kerkboog
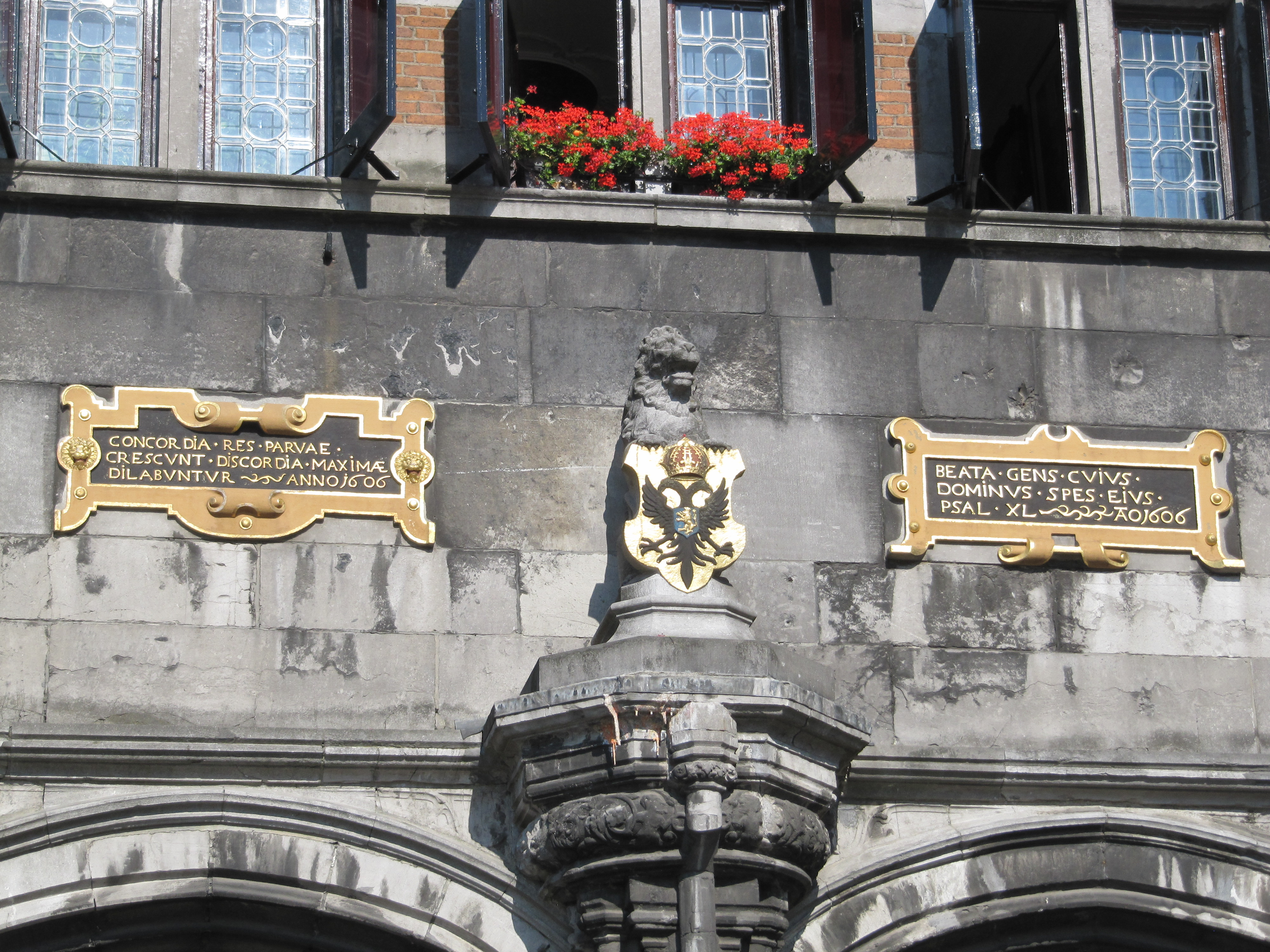
De cartouches en het stadswapen

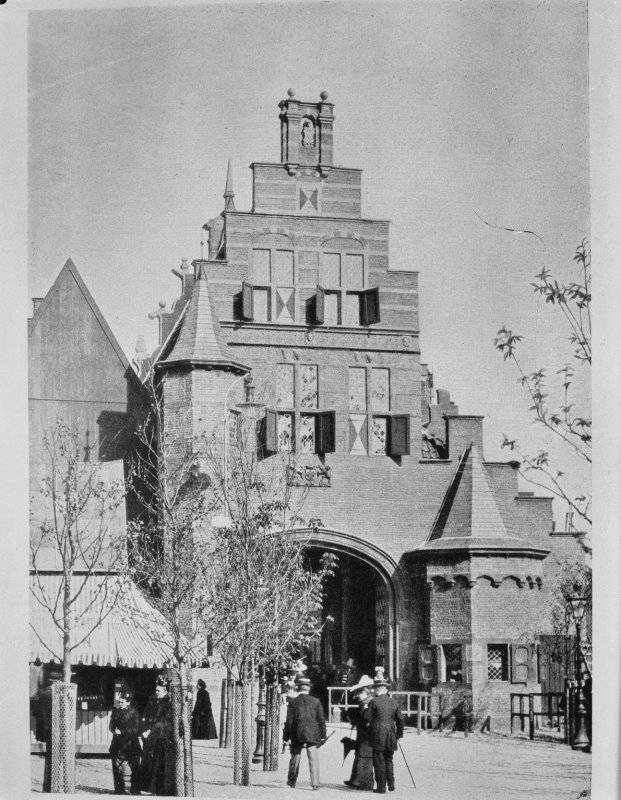
De Amsterdamse replica, 1895